# Любероїт
Люберої́т — мінерал, селенід платини.
Хімічна формула: Pt5Se4. Належить до акцесорних мінералів.
Містить: 75,54 % Pt, 24,46 % Se.